# 被毛孢属
被毛孢属（学名：Hirsutella）是线虫草科的一属。

## 下属物种
本属包括以下物种：